# Domžale (gemeente)
Domžale (Duits: Domschale of Domseldorf) is een gemeente in Slovenië, niet ver van de hoofdstad Ljubljana. De gemeente telt volgende woonkernen (inwonertal volkstelling 2002 tussen haakjes):
Bišče (210), Brdo (83), Brezje pri Dobu (69), Brezovica pri Dobu (55), Češenik (153), Depala vas (483), Dob (1390), Dobovlje (21), Dolenje (42), Domžale (11.394), Dragomelj (440), Goričica pri Ihanu (244), Gorjuša (128), Homec (773), Ihan (689), Jasen (8), Kokošnje (94), Količevo (308), Kolovec (58), Krtina (470), Laze pri Domžalah (25), Mala Loka (154), Nožice (562), Podrečje (349), Prelog (629), Preserje pri Radomljah (1296), Pšata (354), Rača (27), Račni Vrh (54), Radomlje (1551), Rodica (758), Rova (414), Selo pri Ihanu (260), Spodnje Jarše (340), Srednje Jarše (513), Studenec pri Krtini (62), Sveta Trojica (67), Šentpavel pri Domžalah (62), Škocjan (76), Škrjančevo (194), Turnše (259), Vir (3067), Zaboršt (592), Zagorica pri Rovah (36), Zalog pod Sveto Trojico (63), Zgornje Jarše (291), Žeje (129), Želodnik (46) en Žiče (61).
De oudste sporen van bewoning zijn ongeveer 15.000 jaar oud. Domžale werd voor het eerst vermeld als Domsseldorff in een document, dat uit de periode tussen 1220 en 1230 dateert. De eerste vermleding van Študa vond plaats in 1207, Dob in 1223 en Ihan in 1228. Vrijwel alle woonkernen in de gemeente zijn ontstaan in de periode tot 1400. Tijdens het Oostenrijks bestuur was de naam in het Duits Gerlachstein.
In Dob bevindt zich een van de zes strafinrichtingen in Slovenië.

## Geboren
- Sigmund Anton von Hohenwart (1730-1820), graaf van Hohenwart, bisschop van Triëst, bisschop van Sankt Polten en aartsbisschop van Wenen

Borovnica · Brezovica · Dobrepolje · Dobrova-Polhov Gradec · Dol pri Ljubljani · Domžale · Grosuplje · Horjul · Ig · Ivančna Gorica · Kamnik · Komenda · Litija · Ljubljana · Log-Dragomer · Logatec · Lukovica · Medvode · Mengeš · Moravče · Škofljica · Šmartno pri Litiji · Trzin · Velike Lašče · Vodice · Vrhnika